# Forte de Bombaim

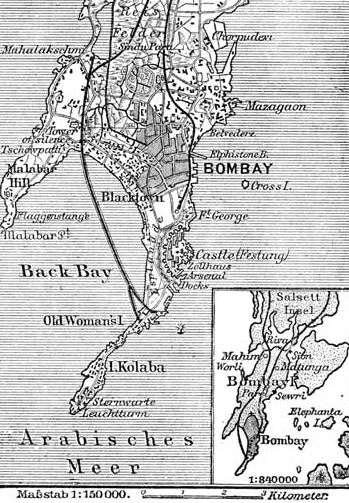
Mapa de Bombaim (1885-1890)

O Forte de Bombaim, também referido como Castelo de Bombaim e Casa [de Garcia] da Orta localiza-se em Bombaim, no estado de Maarastra, na Índia.

## História
A região de Bombaim foi cedida aos portugueses em 1534, como parte do território de Baçaim. A sua principal fortificação apresentava planta quadrada, com 22 metros de lado, e situava-se na margem esquerda da barra do rio. António Bocarro considerou a povoação de Bombaim como "cousa pequena espalhada", devido às muitas ilhas então existentes no delta do rio, o que dificulta a identificação da distribuição das primitivas fortificações portuguesas.
Junto à fortificação erguia-se o paço do médico português Garcia de Orta, detentor do foro da cidade entre 1554 e 1570.
Esta rede de ilhas e povoações fortificadas, dispersas por um extenso território, foi entregue à Grã-Bretanha em fevereiro de 1665, nos termos do tratado assinado em 1661, como parte do dote do casamento da princesa Catarina de Bragança com Carlos II de Inglaterra (1660–1685), e do qual fazia parte também, a Praça-forte de Tânger, no norte de África.
A estrutura atual foi erguida a partir de 1665 pela Companhia Britânica das Índias Orientais. Esta, no decorrer da década seguinte, fez reconstruir a primitiva estrutura defensiva. No mesmo período, fez erguer uma muralha envolvendo o novo centro urbano da cidade. Esta cerca viria a ser demolida em 1865 momento de rápido crescimento da malha urbana, tendo chegado apenas alguns dos seus fragmentos até aos nossos dias.
Poucos testemunhos da primitiva estrutura portuguesa chegaram até nós, e os pesquisadores discutem ainda acerca do local exato onde o paço de Garcia de Orta teria existido. Duas portas do mesmo foram localizados na INS Angre, uma base naval em Bombaim Sul. Também foi encontrado um relógio de sol do período português.

## Características
A estrutura foi erguida com a pedra local Kurla (em tom azulado) e laterito (em tom avermelhado) da região de Concão, a sul.
Nela, o principal edifício é a Casa do Governador (Raj Bhavan), habitada por Gerald Aungier, primeiro Governador de Bombaim. Nos dois séculos seguintes, a residência do Governador foi movida para Parel e daí para Malabar Hill.
Os atuais edifícios abrigam tanto gabinete do Comandante-em-Chefe do Comando Naval Ocidental da Índia, como o campus Forte de Bombaim, a sede da Universidade de Bombaim.